# All About You
«All About You» (рус. Всё про тебя) — песня, записанная американской певицей Хилари Дафф. Композиция была выпущена в качестве первого сингла с нового альбома исполнительницы, дата релиза которого неизвестна. Текст песни написан самой Дафф, Кристианом Ланди, Саваном Котеча и Карлом Фолком.
Песня получила преимущественно положительные отзывы от музыкальных критиков, которые полагали, что сингл стал шагом вперед для певицы и может в будущем занять высокие позиции в чартах. Обозреватели также заметили сходство между «All About You» и работами американской певицы Тейлор Свифт и американской группы The Lumineers. Песня была успешнее первого релиза «Chasing the Sun» в Австралии, где достигла 20 позиции в национальном чарте. Это стало первым достижением Дафф за последние девять лет её музыкальной карьеры. В других регионах «All About You» не имел высокой популярности: песня не вошла в американский чарт Billboard Hot 100, но смогла занять некоторые позиции в Bubbling Under Hot 100 Singles и Top 40 Mainstream.

## Живые выступления
Дафф выступила с «All About You» в эфире The X Factor Australia 8 сентября 2014 года.

## Чарты
| Страна                         | Максимальная позиция |
| ------------------------------ | -------------------- |
| Австралия                      | 20                   |
| Канада                         | 91                   |
| Bubbling Under Hot 100 Singles | 19                   |
| Mainstream Top 40              | 38                   |